# Paroplites
Paroplites is een kevergeslacht uit de familie van de boktorren (Cerambycidae). De wetenschappelijke naam van het geslacht werd voor het eerst geldig gepubliceerd in 1903 door Lameere.

## Soorten
Paroplites omvat de volgende soorten:
- Paroplites aurivillii Lameere, 1903
- Paroplites australis (Erichson, 1842)
- Paroplites edwardsii (Montrouzier, 1861)
- Paroplites inermis (Aurivillius, 1910)
- Paroplites ritsemai Lameere, 1912